# Nanjō
Nanjō (南城市 Nanjō-shi?, okinawense: Nanjoo) es una ciudad situada en la parte sur de la isla de Okinawa en la prefectura de Okinawa , Japón .
La moderna ciudad de Nanjō se estableció el 1 de enero de 2006, de la fusión de la ciudad de Sashiki , y los pueblos de Chinen , Ozato y Tamagusuku (todos de Distrito Shimajiri).
De las once ciudades en la prefectura de Okinawa, Nanjō tiene la población más pequeña, su superficie es de 49,69 km² con una población de 41 305 y una densidad poblacional de 831,25 por km². 
Traducido literalmente, el nombre Nanjō significa "castillo del sur". Muchas ruinas del castillo, llamado gusuku en okinawense, se pueden encontrar por toda la ciudad.
La ciudad no tiene estación de policía ni escuela secundaria, para estos servicios, los ciudadanos tienen que dirigirse a ciudades vecinas.

## Economía
Las principales actividades económicas de la ciudad son la agricultura y el turismo. Cultivos importantes son la caña de azúcar, el vinagre, y la cúrcuma, una popular hierba medicinal. Varias plantas de procesamiento de la cúrcuma tienen sede en la ciudad.

### Turismo
Nanjō cuenta con una cueva kárstica de 5 km de longitud llamada Gyokusendō, dentro del Okinawa World.